# Gačac
Gačac (lat. Corvus frugilegus) ptica je iz porodice vrana, roda gavrana.

## Izgled
Odrasli primjerci dužine su od 45 do 47 cm, čime su praktički identične veličine u odnosu na crne i sive vrane. Perje i noge gačca uglavnom su crne boje, iako perje obasjano sunčevom svjetlošću može sjajiti lagano plavim i ljubičastim tonovima. Kljun je sivo-crne boje. Upravo po kljunu ga je najlakše razlikovati od crne vrane, čiji je kljun potpuno crn.

## Rasprostranjenost
Gačac je rasprostranjen kao stanarica većim dijelom sjeverne i središnje Europe, uključujući Veliku Britaniju i Irsku. Kao skitalica može biti prisutan i na Islandu te u sjevernijim dijelovima Skandinavije, iako u pravilu ne boravi sjevernije od 60° zemljopisne širine. U kontinentalnoj Hrvatskoj se često gnijezdi u krošnjama stabala u gradovima, a hranu traži u okolnim poljima i livadama. Uz sivu vranu i čavku najčešća je vrsta vrane u Hrvatskoj. Nerijetko ga se pogrešno naziva crnom vranom, srodnom vrstom koja ne stanuje u Hrvatskoj.

## Gniježđenje i ponašanje
Gačac se obično gnijezdi u kolonijama na samim vrhovima krošanja stabala. Gnijezdo izrađuje od grančica koje lomi s drveća ili krade iz gnijezda drugih ptica. Rijetko skuplja grančice s tla. U gnijezdo polaže tri do pet jaja, obično na prijelazu iz veljače u ožujak. Ptići se izlegnu iz jaja nakon 16 do 18 dana, a sposobni su letjeti kad dosegnu 32 – 33 dana starosti. Tijekom jeseni mlade se ptice pridružuju jatima neuparenih ptica iz minule sezone parenja. Gačci često borave u mješovitim jatima s čavkama.

## Ishrana
Gačac se najčešće hrani crvima i ličinkama, koje skuplja probijajući tlo svojim snažnim kljunom. Prehranu nadopunjava kukcima, žitaricama, voćem, žirevima, malim sisavcima, malim pticama i njihovim jajima te strvinama. U gradovima skuplja i ostatke hrane koju ljudi bacaju na tlo i u koševe za smeće, najčešće u ranojutarnjim satima kad nema prisutnosti većeg broja ljudi.

## Vanjske poveznice
- vrane, Hrvatska enciklopedija